# Katrin Heß
Katrin Heß (født 25 juni 1985 i Aachen) er en tysk skuespiller og model.

## Filmografi (ikke komplet)
- 2008: 112 – Sie retten dein Leben
- 2008–2009: Verbotene Liebe (afsnit 3106–3464)
- seit 2011: Alarm für Cobra 11 - Die Autobahnpolizei
- 2011: Alles Bestens
- 2011: SOKO Köln
- 2011: Countdown – Die Jagd beginnt
- 2012: Danni Lowinski
- 2012: Die Garmisch-Cops - Traktorfahrt in den Tod
- 2014–2016: Herzensbrecher – Vater von vier Söhnen
- 2014: Das Traumschiff – Mauritius
- 2014: Kommissar Dupin – Bretonische Verhältnisse
- 2015: Einstein (tv-film)
- seit 2015: Meuchelbeck (tv-serie)
- 2016: SOKO Köln (tv-serie)
- 2016: Heldt (tv-serie)
- 2017: Hubert und Staller - Heisser Tod